# Petra
Petra (arap. البتراء, al-Bitrā’) koja se nalazi u današnjem Jordanu, svojevremeno je bila glavni grad arapskog Nabatejskog carstva, centar trgovine, odredište karavana, a razvoj grada nastavljen je i u doba Rimskog carstva. Zapadnom svetu otkriven je tek 1812, nakon što ga je pronašao švajcarski istraživač Johan Ludvig Burhardt. Nalazi se na UNESCO-voj listi svjetske baštine.
Petra se nalazi u blizini planine Džabal Al-Madah, u depresiji okruženoj planinama čineći istočni bok doline Arabah koji idući od Mrtvog mora do zaliva Akaba. Područje oko Petre bilo je naseljeno već od 7000. godine pre nove ere, a Nabatejci su se verovatno nastaniti u onome što će postati glavni grad njihovog carstva već u 4. veku pne. Arheološki radovi otkrili su samo dokaze o Nabatejskom prisustvu koji datiraju iz drugog veka pne, do kada je Petra postala njihov glavni grad. Nabatejci su bili nomadski Arapi koji su ulagali u ovaj region usled Petrine blizinu trgovačkim putevima tamjana, uspostavljajući je kao glavno regionalno trgovačko čvorište.
Trgovinsko poslovanje je Nabatejcima donelo značajan prihod, i Petra je postala fokus njihovog bogatstva. Nabatejci su bili priviknuti na život u ogolelim pustinjama, za razliku od svojih neprijatelja, i mogli su da odbiju napade koristeći prednosti planinskog terena tog područja. Oni su bili naročito vešti u sakupljanju kišnice, poljoprivredi i klesanju kamena. Petra je procvetala u 1. veku nove ere, kada je izgrađena njena poznata građevina Al-Kazneh - za koju se veruje da je mauzolej nabatejskog kralja Areta IV, a njeno stanovništvo je dostiglo vrhunac na oko 20.000 stanovnika.
Iako je Nabatejsko kraljevstvo postalo vazalna država Rimskog carstva u prvom veku pre nove ere, tek 106. godine izgubilo je nezavisnost. Petra je pripala Rimljanima, koji su aneksirali Nabateju i preimenovali je u Arabia Petre. Značaj Petre je opao kako su se pojavili pomorski trgovački putevi, a nakon zemljotresa 363. godine bile su uništene mnoge građevine. U vizantijsko doba izgrađeno je nekoliko hrišćanskih crkava, ali grad je i dalje propadao, a do ranog islamskog doba bio je napušten, osim nekolicine nomada. Zapadu je ostao nepoznat dok ga 1812. godine ponovo nije otkrio Johan Ludvig Burkhardt.
Pristup gradu vodi kroz klisuru dugu 1,2 km-long (0,75 mi) zvanu Sik, koja vodi direktno do Kazneha. Poznata po arhitekturi usečenoj u stene i sistemu vodovoda, Petra se naziva i „Ružičastim gradom“ zbog boje kamena od kojeg je isklesana. Ona se nalazi se na spisku svetske baštine Uneska od 1985. UNESCO je opisao Petru kao „jedno od najdragocenijih kulturnih svojstava čovekove kulturne baštine“. Godine 2007, Al-Khazneh je proglašen za jedno od sedam svetskih čuda novog sveta. Petra je simbol Jordana, kao i najposećenija jordanska turistička atrakcija. Broj turista dostigao je vrhunac na 918.000 u 2010. godini, ali usledio je privremeni pad tokom političke nestabilnosti izazvane Arapskim prolećem, koje je pogodilo zemlje oko Jordana. Broj posetilaca se naknadno povećao i dostigao rekordnih 1,1 milion turista 2019. godine, što je prvi put da je ta cifra prevazišla milionski prag. Turističke aktivnosti grada je opustošila je pandemija Kovida 19, jer je broj posetilaca naglo pao na nulu od marta 2020. Jordanska vlada odobrila je iskopavanja ispred riznice kako bi se iskoristila upražnjenost lokacije.

## Istorija
Petra se nalazi u blizini Mrtvog mora, na oko 800m nadmorske visine. Bila je glavni grad poznatog trgovačkog naroda - Nabatejaca. Nalazi se na raskrsnici više karavanskih puteva koji su spajali Egipat sa Sirijom i južnu Arabiju sa Sredozemljem. Grad je od 5. do 3. vijeka prije nove ere bio važno trgovačko središte. Grad je sa tri strane istoka, zapada i juga bio neosvojiv. Usiječen u stijenu bio je sa svih strana opkoljen strmim liticama i u njega se ulazilo kroz krivudav i uzan tjesnac. Grad je bio jedino mjesto između Jordana i Centralne Arabije gdje ne samo da je vode bilo u izobilju nego je ona svojom bistrinom uvijek mamila. Ovdje su karavani iz Južne Arabije dobijali svježe zaprege kamila i novih goniča.Tako su Nabatejci stvorili važnu kariku u lancu trgovine od koje je južna Arabija živjela.
U toku prva dva vijeka nove ere pomorski put ka Indiji je postajao sve poznatiji, karavani su bili sve više skretali na sjever ka Palmiri i Petra je tada počela da gubi svoj značaj. 
Razvoj grada nastavljen je i u doba Rimskog carstva. Svoju najveću slavu doživio je u prvom vijeku nove ere kada su njome vladali Rimljani koji su je smatrali tampon državom protiv Parta. 105. godina n.e. bila je kobna za Petru kada joj je Rim pod Trajanovom upravom ukinuo njene privilegije ona je ostala skoro bez istorije.

## Izgled
Cijeli grad je uklesan u stijenama. Neki ga zovu i "Crveni grad", zato što je uklesan u stijenama koje su crvenkaste boje. Grad je poznat po vodenim tunelima i lijepim kamenim strukturama.

## Najvažnije građevine
Sačuvano je oko 800 građevina i žrtvenika. Obilježeni su nabatejskim, grčko-helenističkim i rimskim uticajima. Vrlo često se na samo jednom spomeniku mogu očitati stilski elementi sve tri kulture.
Riznica: Na izlasku iz kanjona koji s istočne strane ulazi u kotlinu Petre, na vjerojatno najpoznatiju građevinu Petre, Khazne al-Firaun. Izraz "građevina" i nije najispravniji, jer se kod očuvanih objekata u Petri ne radi o građenim spomenicima, nego o objektima koji su uklesani u žive stijene. Beduini su je zvali "Faraonska riznica", iako je to samo jedna od mnogih grobnica u Petri.
Grobovi u kraljevskoj stijeni : Sjeverno od amfiteatra izdiže se tzv. kraljevski zid. Na oko pola visine stijene isklesano je više monumentalnih grobnica jedna do druge. Razaznaju se nabatejski, grčki i rimski uticaji.
Rimska arena: Na putu od ulaska u kotlinu prema centru Petre, s lijeve strane se nalazi dosta dobro očuvan amfiteatar iz 1. vijeka. I on je, kao i druge građevine, isklesan iz stijene. Ima 33 reda sjedišta, i imao je oko 5.000 mjesta. Kod klesanja amfiteatra, otvoreni su prilazi nizu grobnica koje su još ranije bile uklesane u stijene. Amfiteatar su otkrili američki arheolozi 1961.

## Literatura
- Bedal, Leigh-Ann (2004). The Petra Pool-Complex: A Hellenistic Paradeisos in the Nabataean Capital. Piscataway, NJ: Gorgias Press. ISBN 978-1-59333-120-7.
- Brown University. "The Petra Great Temple; History" Accessed April 19, 2013.
- Glueck, Nelson (1959). Rivers in the Desert: A History of the Negev.. New York: Farrar, Straus & Cudahy/London: Weidenfeld & Nicolson
- Harty, Rosemary. „The Bedouin Tribes of Petra Photographs: 1986–2003”. Приступљено 2008-07-17.
- Hill, John E. (2004). The Peoples of the West from the Weilue 魏略 by Yu Huan 魚豢 : A Third Century Chinese Account Composed between 239 and 265 CE. „Draft annotated English translation where Petra is referred to as the Kingdom of Sifu.”
- McKenzie, Judith. (1990). The Architecture of Petra. Oxford University Press.
- Mouton, Michael and Schmid, Stephen G. (2013) "Men on the Rocks: The Formation of Nabataean Petra"
- Paradise, T. R. (2011). "Architecture and Deterioration in Petra: Issues, trends and warnings" in Archaeological Heritage at Petra: Drive to Development or Destruction?" (Doug Comer, editor), ICOMOS-ICAHM Publications through Springer-Verlag NYC: 87–119.
- Paradise, T. R. (2005). "Weathering of sandstone architecture in Petra, Jordan: influences and rates" in GSA Special Paper 390: Stone Decay in the Architectural Environment: 39–49.
- Paradise, T. R. and Angel, C. C. (зима 2015). „Nabataean Architecture and the Sun: A landmark discovery using GIS in Petra, Jordan”. ArcUser Journal: 16—19.
- Reid, Sara Karz (2006). The Small Temple. Piscataway, NJ: Gorgias Press. ISBN 978-1-59333-339-3. „Reid explores the nature of the small temple at Petra and concludes it is from the Roman era.”
- UNESCO World Heritage Centre. "Petra" Accessed April 19, 2013.

## Spoljašnje veze
- Slike Petra u ranim 1800s (Video)
- Petra Travel Pplanning information
- Petra Jordan Архивирано на веб-сајту  (8. децембар 2019)
- Petra Archaeological Park
- Video overview of Petra
- „University of Arkansas Petra Project”. Архивирано из оригинала 28. 03. 2017. г. Приступљено 22. 06. 2021.. Retrieved 27 March 2017.
- Open Context, "Petra Great Temple Excavations (Archaeological Data)", Open Context publication of archaeological data from the 1993–2006 Brown University excavations at the Great Temple of Petra, Jordan
- Petra iconicarchive, photo gallery
- Petra History and Photo Gallery, history with maps. Retrieved 27 March 2017.
- Parker, S., R. Talbert, T. Elliott, S. Gillies, S. Gillies, J. Becker. "Places: 697725 (Petra)", Pleiades. Retrieved 27 March 2017.
- Pictures of Petra
- Almost 800 pictures with captions, some panoramas
- Jordanian Ministry of Tourism and Antiquities